# 버몬트 공화국
버몬트 공화국(Vermont Republic)은 1777년에 영국으로부터 독립을 선언하여 건국된 공화국이다. 미국의 14번째 주인 버몬트주로 편입된 1791년까지 존속했다.

## 역사
1763년 파리 조약으로 프렌치 인디언 전쟁이 끝나자, 버몬트 지역은 영국이 영유하는 곳이 되었다. 그 지역의 일부는 뉴욕 식민지와 뉴햄프셔 식민지가 지배하고 있었다. 이것은 뉴햄프셔 식민지 정부의 승인이 있는 뉴햄프셔 특권지와 영국 왕 조지 3세가 뉴욕의 일부로 하는 결정을 했기 때문에 소유권에 관한 분쟁이 계속되고 있었다.
이던 앨런과 그가 이끄는 그린 마운틴 보이즈가 민병을 조직하여 먼저 영국에 반항한 다음 뉴욕 식민지와 뉴햄프셔 식민지에 반항했다. 1775년 미국 독립 전쟁 개전으로 영국군은 더 이상 버몬트를 힘으로 억제하지 못했으며, 1776년에 미국의 독립을 선언한 13개 식민지에게도 영국군과의 싸움을 계속하기 위해서는 버몬트와의 항쟁을 계속하기 보다는 아군으로 끌어 들인 것이 더 좋다고 분석했다. 그런 상황에서 이 지역의 반군이 정부를 구성하고 1777년 1월 15일에 뉴코네티컷 공화국의 독립을 선언했다. 인구에 회자된 것은 ‘그린 마운틴 공화국’이었다. 그해 7월 8일, 자립한 지 얼마 되지도 않은 주의 이름을 프랑스어로 ‘그린 마운틴’에 해당 les Verts Monts에서 ‘버몬트’로 공식적으로 변경하였다.
버몬트 공화국 헌법은 엘리야 웨스트 윈저 술집에서 1777년에 틀이 만들어졌다. 이것은 북미에서 첫 번째 성문 헌법이며, 세계 최초로 노예제도를 금지하고 소유 자산에 관계없이 모든 성인 남성에 선거권을 인정한 헌법이기도 했다.
버몬트 공화국이 존속하는 동안, 정부는 스스로의 화폐를 발행하고 우편 제도도 만들었다. 공화국 의회와 주지사위원회는 ‘그린 마운틴 보이즈’ 보병 깃발을 국기로 제정했다. 공화국 주지사 토마스 틱텐덴 위원회와 일원제 의회의 승인에 따라 프랑스, 네덜란드 및 필라델피아에 있던 미국 정부에 대사를 파견했다. 버몬트 공화국은 ‘마음이 내키지 않는 공화국’라고 불렸다. 왜냐하면 건국 초기 거주자의 대부분은 미국과의 정치적 연대를 바라고 있었기 때문이다. 독립 국가 상태는 미국이 헌법을 제정한 후 1791년까지 유지된 노예제도를 계속 켄터키의 반대에 올 노예제 없는 주로, 미국에 가입했다. 버몬트의 가입은 북부의 작은 주와 서부 국경에 확장 가능성이 낮은 영유권 싸움에 집착하고 있던 주에 의해 지원되었다. 토마스 틱텐덴은 공화국 시대의 대부분을 그 수장으로 활동하였고, 버몬트의 초대 주지사가 되기도 했다. 1793년 버몬트주 헌법은 1777년 버몬트 공화국 헌법에 약간의 수정을 가해 제정되었다. 예를 들어 삼권 분립이다. 이후 몇 가지 수정이 추가로 더해져서 현재에 이르고 있다.